# NGC 6797
NGC 6797 – gwiazda optycznie potrójna znajdująca się w gwiazdozbiorze Strzelca. Skatalogował ją Christian Peters w 1860 roku, opisując ją jako mgławicę z dołączoną od strony wschodniej gwiazdą o jasności 9m. W rzeczywistości żadnej mgławicy w tym miejscu nie ma, a po zachodniej stronie wspomnianej gwiazdy 9m znajduje się słabsza gwiazda podwójna, której składniki można rozdzielić dopiero za pomocą dużego teleskopu (w słabszych teleskopach składniki te „zlewają się” w jeden i można odnieść wrażenie, że jest to obiekt rozmyty, mglisty). Łącznie zatem na obiekt NGC 6797 składają się trzy gwiazdy, jednak część źródeł nadal traktuje obiekt NGC 6797 jako gwiazdę podwójną.